# Sordio

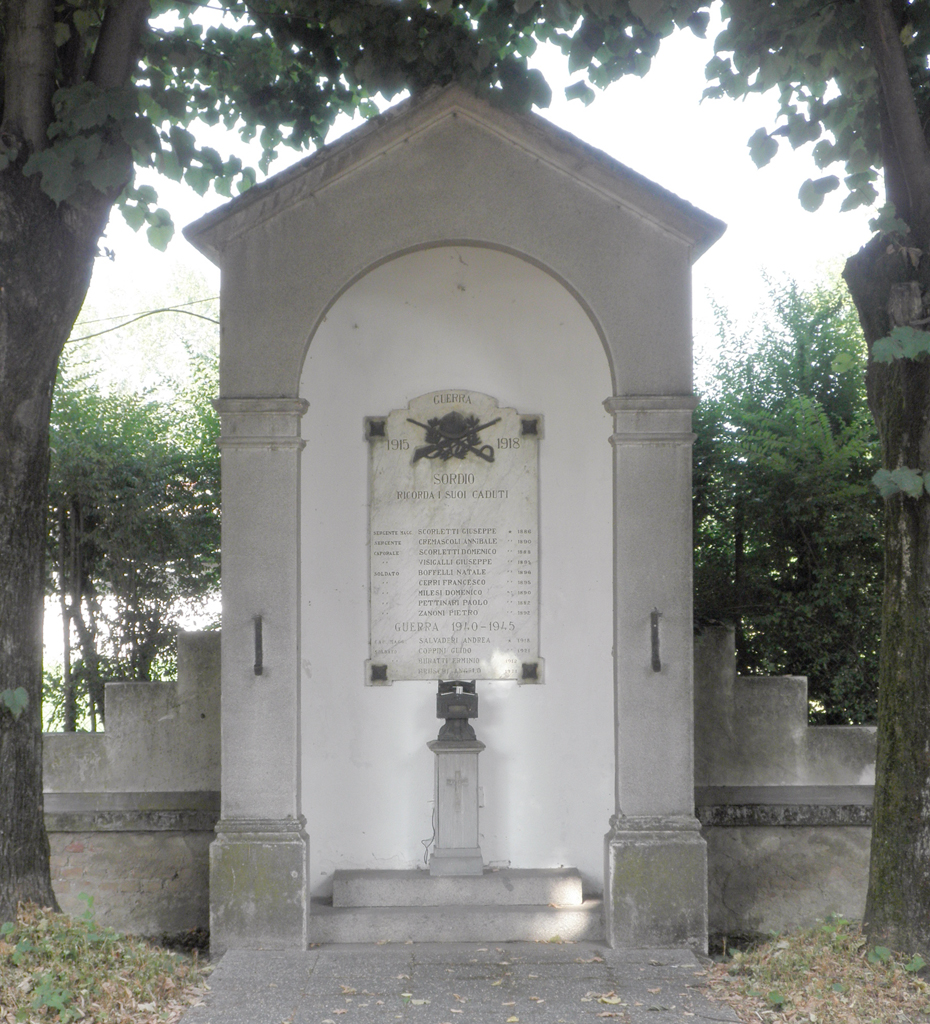
Monumento in commemorazione dei caduti a Sordio Vecchio.

Sordio (Sördi in dialetto lodigiano) è un comune italiano di 3 435 abitanti della provincia di Lodi in Lombardia.

## Storia
In età napoleonica (1809-16) fu frazione di Cologno, recuperando l'autonomia con la costituzione del Regno Lombardo-Veneto.
Sordio ha conosciuto un importante sviluppo demografico ed edilizio a partire dagli anni cinquanta del XX secolo, favorito dalla vicinanza alla Via Emilia e alla ferrovia Milano-Bologna.

### Simboli
Lo stemma comunale e il gonfalone sono stati concessi con decreto del presidente della Repubblica Nunzio Sgrò del 29 luglio 1993.
Il gonfalone è un drappo di giallo.

## Società

### Evoluzione demografica
Abitanti censiti

### Etnie e minoranze straniere
Al 31 dicembre 2009 gli stranieri residenti nel comune di Sordio in totale sono 322, pari al 10,37% della popolazione. Tra le nazionalità più rappresentate troviamo:
| Paese                 | Popolazione (2008) |
| --------------------- | ------------------ |
| Romania               | 94                 |
| Perù                  | 40                 |
| Marocco               | 33                 |
| Ecuador               | 22                 |
| Tunisia               | 21                 |
| Albania               | 14                 |
| Repubblica Dominicana | 13                 |
| Bulgaria              | 10                 |
| India                 | 10                 |

## Geografia antropica
Il territorio comunale comprende il capoluogo e le località Cascina Roncolo e Casa Cambiè.

## Infrastrutture e trasporti

### Strade
Il centro abitato di Sordio è lambito dalla strada statale 9 Via Emilia, che collega Milano con Lodi e Piacenza.
Dalla Via Emilia si dirama un'importante strada provinciale, diretta verso Dresano e Peschiera Borromeo, che divide il paese di Sordio in due parti.

### Ferrovie
Il limite sud del territorio comunale è lambito dalla ferrovia Milano-Bologna, aperta nel 1861, e dalla linea ad alta velocità, attivata nel 2008.
Sulla linea storica è presente una fermata, denominata "San Zenone al Lambro", che serve tuttavia il centro abitato di Sordio (e la frazione Villa Bissone nel comune di San Zenone al Lambro). La fermata è servita dai treni della linea S1 (Saronno-Milano-Lodi) del servizio ferroviario suburbano di Milano.
Dal 1880 al 1931 Sordio fu servita dalla tranvia interurbana Milano-Lodi, che correva lungo la Via Emilia.

## Amministrazione
Segue un elenco delle amministrazioni locali.
| Periodo | Periodo   | Primo cittadino    | Partito | Carica  | Note |
| ------- | --------- | ------------------ | ------- | ------- | ---- |
| 1946    | 1953      | Gerolamo Uggeri    |         | Sindaco |      |
| 1953    | 1956      | Egidio Salvaderi   |         | Sindaco |      |
| 1956    | 1964      | Giuseppe Guazzoni  |         | Sindaco |      |
| 1964    | 1970      | Alessandro Bertoia |         | Sindaco |      |
| 1970    | 1975      | Enrico Bruschi     |         | Sindaco |      |
| 1975    | 1978      | Germano Tassi      |         | Sindaco |      |
| 1978    | 1990      | Gianni Barbieri    |         | Sindaco |      |
| 1990    | 1993      | Rinaldo Pizzocri   |         | Sindaco |      |
| 1993    | 1994      | Sergio Fedeli      |         | Sindaco |      |
| 1994    | 1999      | Enrico Milanesi    |         | Sindaco |      |
| 1999    | 2008      | Giovanni Vanelli   |         | Sindaco |      |
| 2008    | 2013      | Giuseppe Di Luca   |         | Sindaco |      |
| 2013    | In carica | Salvatore Iesce    |         | Sindaco |      |

## Sport
Varie associazioni e società sportive sono attive sul territorio di Sordio.
Per il calcio è attiva la squadra dell'Atletico Sordio
Per la danza è attiva da oltre 20 anni Studio Danza Gloria. 
La A.S.D. Nuova Sordiese pratica calcio a 5, pallavolo e pallacanestro